# NGC 5185
NGC 5185 (również PGC 47422 lub UGC 8488) – galaktyka spiralna (Sb), znajdująca się w gwiazdozbiorze Panny. Odkrył ją William Herschel 19 marca 1787 roku. Jest galaktyką Seyferta typu 2.
W galaktyce tej zaobserwowano supernowe SN 2006br i SN 2006dz.